# Microrregión de Barro
La microrregión de Barro es una de las  microrregiones del estado brasileño del Ceará perteneciente a la mesorregión del  sur Cearense. Su población fue estimada en 2005 por el IBGE en 90.188 habitantes y está dividida en tres municipios siendo el más importante el que da el nombre a la región,  Barro. Posee un área total de 2.707,338 km².

## Municipios
- Aurora
- Barro
- Mauriti

- Datos: Q1996309